# Lac du Corlo
Le lac du Corlo (aussi appelé lac Corlo ou lac Arsiè) est un bassin artificiel entièrement compris dans la commune d'Arsiè, dans la province de Belluno. Il est créé en 1954 avec la construction d'un barrage le long du torrent Cismon. Il tire son nom de Corlo, un petit village situé près du barrage. 
Le bassin est allongé et commence dans la vallée de Giaroni di Fonzaso (mais le niveau d'eau est très variable) ; après le hameau de Rocca, qui se dresse le long de la rive droite, la vallée se rétrécit davantage, si bien qu'elle est traversée par deux ponts. 

## Histoire
La région occupée aujourd'hui par le lac s'appelait autrefois la plaine du Ligont. C’était une région riche en eau et fertile, presque entièrement cultivée en épis et en tabac. En allant vers le sud, le terrain est devenu plus stérile et pierreux et des matériaux de construction y ont été extraits. 
Après la construction du barrage, les hameaux de Giuliat, Carrer, Caballau et Chiesa ont été submergés, tandis que Carazzagno, Forcelletti, Zanetti et Corlo, situés sur la rive gauche du Cismon, sont restés intacts. Sur environ trois mille résidents, deux mille cinq cents ont dû émigrer,.

## Données techniques
- Surface : 2,45 km2
- Surface du bassin versant : 628 km2
- Altitude au réglage maximal : 268 m
- Hauteur maximale du bassin versant : 3 184 m
- Profondeur maximale : 68 m
- Volume : 48,8 millions de m3

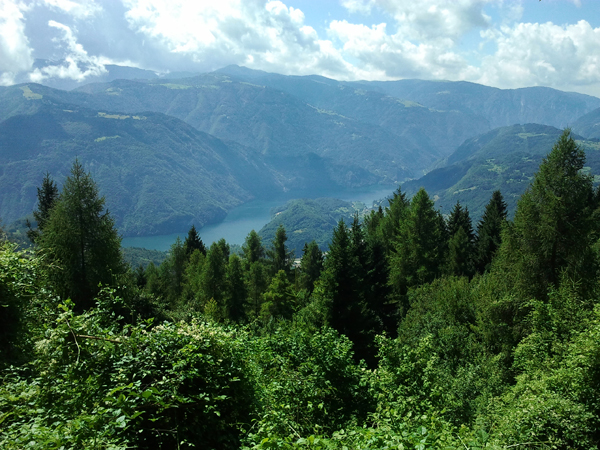
Le lac vu de la Cima di Lan.
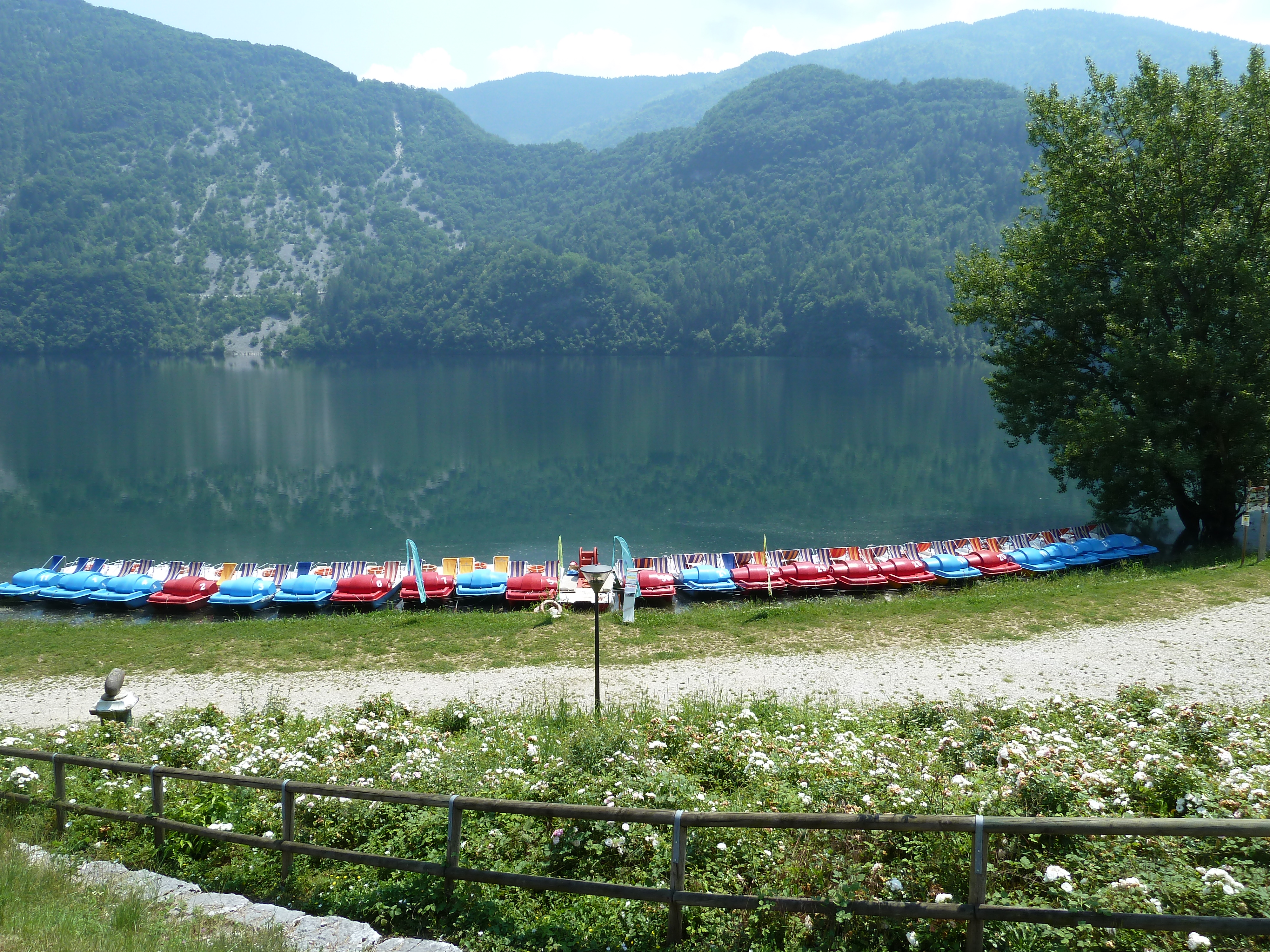
Bateaux à pédales sur la plage.
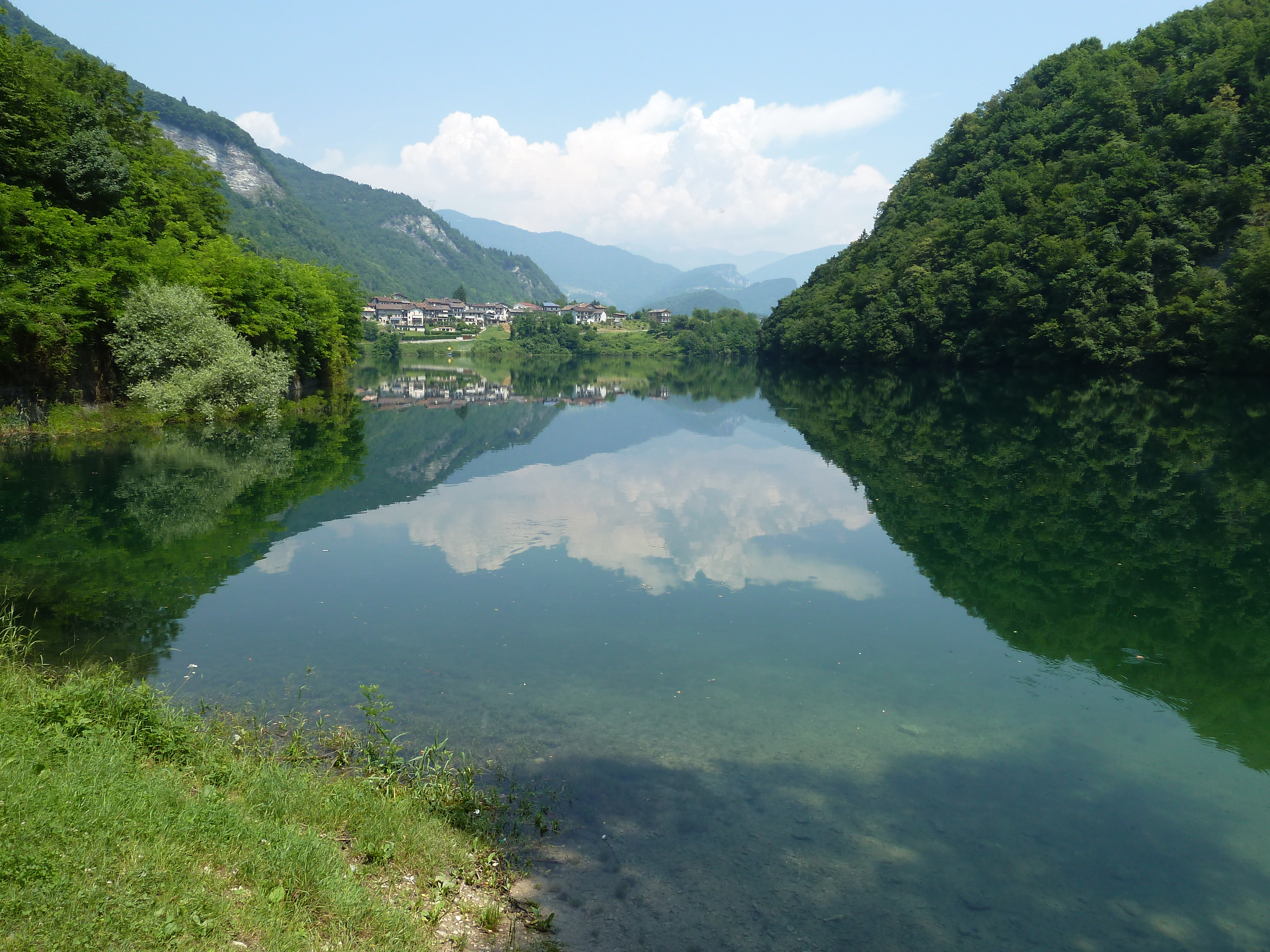
Vue vers le nord.